# Liste des séries parues dans le Monthly Sunday Gene-X
Cette page annexe liste l'ensemble des séries de manga étant ou ayant été prépubliées dans le magazine mensuel Monthly Sunday Gene-X de l'éditeur Shōgakukan.

## Mode d'emploi et cadre de recherche
- Le tableau est triable.
  - Le tableau est, par défaut, affiché dans l'ordre d'apparition. Les 1re et 5e colonnes (« No  » et « Première publication ») trient dans le même ordre.
  - Les séries en cours apparaissent en fin de tableau si le tri est effectué selon la 6e colonne. Elles sont triées entre elles par ordre de première publication.
  - Des clés de tri en hiragana sont utilisées pour la 2de colonne.
  - Les 7e et 8e colonnes disposent d'un système de clés de tri afin de ne pas avoir de diacritique.
- Les 5e et 6e colonnes sont sous la forme « aaaa.nn » où « aaaa » désigne l'année et « nn » le numéro de la publication à prendre en compte.
  - S'il s'agit d'un numéro double, il apparait sous la forme « aaaa.nn/NN » où NN désigne le second numéro.
  - Une balise d'appel de références est automatiquement créée pour chaque année utilisée dans le tableau, il est toutefois nécessaire de créer la référence correspondante en fin de page.
- Deux couleurs sont utilisées dans le tableau pour signaler les manga en cours de publication lors de la dernière mise à jour :

|  | Manga en cours de publication le 27 septembre 2012 ; |

|  | Manga transféré dans un autre magazine et encore en cours de publication le 27 septembre 2012. |

- La 4e colonne (« Titre français ») n'est remplie que s'il existe un titre officiel en français choisi par un éditeur francophone.
- Les liens vers les articles en français se font dans la 4e colonne si elle est remplie, dans la 3e sinon.
- Les liens vers les articles en japonais n'existent que si l'article existe.
- Chaque année, groupe de hiragana ou lettre dispose d'une ancre. Après avoir trié selon ses désirs le tableau, il est possible de faire une recherche grâce au cadre ci-dessous.

| Type                    | Type                    | Liens                                                                                                 | Pour les colonnes                                                                           |
| ----------------------- | ----------------------- | --- | ------------------------------------------------------------------------------------------- |
| Par ordre chronologique | Par ordre chronologique | - 2000 - 2001 - 2002 - 2003 - 2004 - 2005 - 2006 - 2007 - 2008 - 2009 2010 - 2011 - 2012              | No , Première publication, Dernière publication                                             |
| Par ordre chronologique | Par ordre chronologique | En cours                                                                                              | Dernière publication                                                                        |
| Titre                   | Par ordre numérique     | 0 à 9                                                                                                 | Titre japonais, Transcription, Traduction, Titre français, Auteur (dessinateur), Scénariste |
| Titre                   | Par ordre syllabaire    | - あ - か - さ - た - な - は - ま - や - ら - わ - ん                                                | Titre japonais                                                                              |
| Titre                   | Par ordre alphabétique  | - A - B - C - D - E - F - G - H - I - J - K - L - M N - O - P - Q - R - S - T - U - V - W - X - Y - Z | Transcription, Traduction, Titre français, Auteur (dessinateur), Scénariste                 |

## Liste
| No     | Titre japonais                            | Transcription                                       | Titre français                  | Première publication | Dernière publication | Auteur (Dessinateur) | Scénariste         |
| ------ | ----------------------------------------- | --------------------------------------------------- | ------------------------------- | -------------------- | -------------------- | -------------------- | ------------------ |
| 000 c  | んんん                                    | zzzzz                                               | 2000                            | 2000.00              | 2000.00              | zzzzz                | zzzzz              |
| 001    | 吼えろペン                                | Hoero Pen                                           | —                               | 2000.08              | 2004.10              | Kazuhiko Shimamoto   | —                  |
| 002    | 獣星記 ギルステイン                       | Juuseiki Guilstein                                  | —                               | 2000.08              | 2002.10              | Hisao Tamaki         | —                  |
| 003    | この花はわたしです。                      | Kono Hana wa Watashi desu                           | —                               | 2000.08              | 2004.02              | Masahiko Kikuni      | Yuka Kuniki        |
| 004    | LET IT BE!!                               | Let It Be!!                                         | —                               | 2000.08              | 2002.11              | Mari Koizumi         | —                  |
| 005    | ネコの王                                  | Neko no Ou                                          | —                               | 2000.08              | 2003.08              | Toshihiro Ono        | —                  |
| 006    | サイコトレーダー ちなみ                   | Psycho Trader Chinami                               | —                               | 2000.08              | 2001.07              | Akihiro Kimura       | —                  |
| 007    | 天使だけが翼を持っている                  | Tenshi dake ga Tsubasa o Motte Iru                  | —                               | 2000.08              | 2001.10              | Takashi Ikeda        | Reiji Hagiwara     |
| 008    | ザ・スリーパー                            | The Sleeper                                         | —                               | 2000.08              | 2002.08              | Fujihiko Hosono      | —                  |
| 009    | ジャパニーズ あほっ子キッズ               | '                                                   | —                               | 2000.08              | 2002.07              | Jun Abe              | —                  |
| 010    | ダンデライオン                            | Dandelion                                           | —                               | 2000.09              | 2001.04              | Naoyuki Ochiai       | —                  |
| 011    | ワイルダネス                              | Wilderness                                          | Wilderness                      | 2000.09              | —                    | Akihiro Itō          | —                  |
| 012    | ジャジャ                                  | JyaJya                                              | —                               | 2000.10              | —                    | Akira Eno            | —                  |
| 013    | Wake up!                                  | Wake up!                                            | —                               | 2000.11              | 2003.01              | Tokihiko Matsūra     | —                  |
| 014    | FADE OUT                                  | Fade Out                                            | —                               | 2000.12              | 2004.04              | Takashi Ikeda        | —                  |
| 014 c  | んんん                                    | zzzzz                                               | 2001                            | 2001.00              | 2001.00              | zzzzz                | zzzzz              |
| 015    | トラフィッカー                            | Trafficker                                          | —                               | 2001.01              | 2002.07              | Yasunori Mitsunaga   | —                  |
| 016    | 気やすめ言葉館                            | '                                                   | —                               | 2001.04              | 2002.12              | Minako Fujino        | —                  |
| 017    | 新暗行御史                                | Shin Angyo Onshi                                    | Le Nouvel Angyo Onshi           | 2001.04              | 2007.09              | Yang Kyung-Il        | Youn In-wan        |
| 018    | ジュリアン                                | Juri-an                                             | —                               | 2001.05              | 2002.03              | Meguru Narusawa      | —                  |
| 019    | 特機獣サツキ                              | Tokkijuu Satsuki                                    | —                               | 2001.06              | 2001.12              | Nonki Miyasu         | —                  |
| 020    | ロケハン                                  | Location Hunting                                    | —                               | 2001.07              | 2002.01              | Yōkihi               | —                  |
| 021    | e' イーダッシュ                           | E Dash                                              | —                               | 2001.08              | 2002.05              | Ashita Morimi        | —                  |
| 022    | ラーゼフォン                              | RahXephon                                           | RahXephon                       | 2001.09              | 2002.12              | Takeaki Momose       | Yutaka Izubuchi    |
| 023    | 鉄人                                      | Tetsujin                                            | —                               | 2001.10              | 2003.09              | Toshihiko Yahagi     | Naoyuki Ochiai     |
| 023 c  | んんん                                    | zzzzz                                               | 2002                            | 2002.00              | 2002.00              | zzzzz                | zzzzz              |
| 024    | 美女で野獣                                | Bijo de Yajuu                                       | —                               | 2002.04              | 2006.03              | Tatsuhiko Ida        | —                  |
| 025    | ブラック・ラグーン                        | Black Lagoon                                        | Black Lagoon                    | 2002.05              | —                    | Rei Hiroe            | —                  |
| 026    | 素晴らしい世界                            | Subarashii Sekai                                    | Un monde formidable             | 2002.06              | 2004.04              | Inio Asano           | —                  |
| 027    | スラッシュダウン                          | '                                                   | —                               | 2002.09              | 2002.11              | Yasunori Mitsunaga   | —                  |
| 028    | ふぁみレス                                | '                                                   | —                               | 2002.09              | 2004.06              | Hayako Gotō          | —                  |
| 029    | FACTORY Z                                 | Factory Z                                           | —                               | 2002.10              | 2004.08              |                      | Naotsugu Matsueda  |
| 030    | ラバーズ7                                 | Rubbers 7                                           | —                               | 2002.11              | 2007.05              | Sukune Inugami       | —                  |
| 031    | 薬多江町へようこそ                        | '                                                   | —                               | 2002.11              | 2004.03              | Yōhiki               | —                  |
| 032    | REC                                       | Rec                                                 | Rec                             | 2002.12              | —                    | Q-taro Hanamizawa    | —                  |
| 032 c  | んんん                                    | zzzzz                                               | 2003                            | 2003.00              | 2003.00              | zzzzz                | zzzzz              |
| 033    | ガールズザウルスDX                        | Girls Saurus DX                                     | —                               | 2003.01              | 2008.11              | Kei Kusunoki         | —                  |
| 034    | アノヨカラハナヨ@                         | '                                                   | —                               | 2003.01              | 2004.08              | Kiriko Kubo          | —                  |
| 035    | パンドラ                                  | '                                                   | —                               | 2003.04              | 2003.06              | Takashi Shiina       | —                  |
| 036    | Advent                                    | Advent                                              | Advent                          | 2003.06              | 2004.08              | Yumiko Harao         | —                  |
| 037    | 境界戦線 〜マージナル・バトルライン〜     | Kyoukai Sensen                                      | —                               | 2003.07              | 2003.11              | Hajime Yamamura      | —                  |
| 038    | 妖怪からくる                              | '                                                   | —                               | 2003.10              | 2004.02              |                      | —                  |
| 038 c  | んんん                                    | zzzzz                                               | 2004                            | 2004.00              | 2004.00              | zzzzz                | zzzzz              |
| 039    | 渋谷ガーディアンガールズ                  | Shibuya Guardian Girls                              | —                               | 2004.03              | 2006.05              | Takashi Ikeda        | Mari Koizumi       |
| 040    | はるのさくら                              | '                                                   | —                               | 2004.04              | 2005.05              |                      | —                  |
| 041    | 貧乏姉妹物語                              | Binbō Shimai Monogatari                             | —                               | 2004.05              | 2006.11              | Izumi Kazuto         | —                  |
| 042    | ひかりのまち                              | Hikari no Machi                                     | Le Quartier de la lumière       | 2004.05              | 2005.02              | Inio Asano           | —                  |
| 043    | くり+かの                                 | Kuri + Kano                                         | —                               | 2004.06              | 2005.03              | Yuka Kuniki          | Masahiko Kikuni    |
| 044    | コイネコ                                  | Koi Neko                                            | —                               | 2004.10              | —                    | Etsuya Mashima       | —                  |
| 045    | デス・プリ                                | Destruction Princess                                | —                               | 2004.11              | 2006.11              | Hebisaku Yoshida     | —                  |
| 046    | 新 吼えろペン                             | Shin Hoero Pen                                      | —                               | 2004.11              | 2008.08              | Kazuhiko Shimamoto   | —                  |
| 047    | 眠れる惑星                                | Nemureru Hoshi                                      | —                               | 2004.12              | 2007.11              | Yōkihi               | —                  |
| 048    | 正義警官モンジュ                          | Seigi keikan Monju                                  | Monju, au service de la justice | 2004.12              | 2011.08              | Hiroki Miyashita     | —                  |
| 048 c  | んんん                                    | zzzzz                                               | 2005                            | 2005.00              | 2005.00              | zzzzz                | zzzzz              |
| 049    | こばと                                    | Kobato.                                             | Kobato.                         | 2005.01              | 2005.09              | CLAMP                | —                  |
| 050    | アバター えくぼ                           | '                                                   | —                               | 2005.04              | 2007.02              | Hayako Gotō          | —                  |
| 051    | メルカノ。                                | Mel Kano.                                           | My E-Girlfriend                 | 2005.07              | 2009.07              | Towa Oshima          | —                  |
| 052    | 落語天女おゆい 〜月島唯・現代編〜         | Rakugo Tennyo Oyui                                  | —                               | 2005.10              | 2006.03              | Takashi Ikeda        | —                  |
| 052 c  | んんん                                    | zzzzz                                               | 2006                            | 2006.00              | 2006.00              | zzzzz                | zzzzz              |
| 053    | センツォン・ヒッチャーズ&アンダーテイカー | Ergo Proxy: Centzon Hitchers and Undertaker         | —                               | 2006.03              | 2006.12              | Yumiko Harao         | —                  |
| 054    | ヨルムンガンド                            | Jormungand                                          | Jormungand                      | 2006.05              | 2012.02              | Keitarō Takahashi    | —                  |
| 055    | 誰かがカッコゥと啼く                      | Dareka ga Kakkou to Naku                            | —                               | 2006.11              | 2008.06              | Tatsuhiko Ida        | —                  |
| 055 c  | んんん                                    | zzzzz                                               | 2007                            | 2007.00              | 2007.00              | zzzzz                | zzzzz              |
| 056    | 神様ドォルズ                              | Kamisama Dolls                                      | —                               | 2007.01              | —                    | Hajime Yamamura      | —                  |
| 057    | スピリチュアルぱらだいす                  | Spiritual Paradise                                  | —                               | 2007.05              | 2009.07              | Kōji Onodera         | —                  |
| 058    | CODE-EX                                   | Code-Ex                                             | —                               | 2007.07              | 2008.07              | Yumiko Harao         | Ichiro Sakaki      |
| 059    | エンジェル高校                            | Angel Koukou                                        | —                               | 2007.09              | 2009.07              | Sukune Inugami       | —                  |
| 059 c  | んんん                                    | zzzzz                                               | 2008                            | 2008.00              | 2008.00              | zzzzz                | zzzzz              |
| 060    | MARCH STORY                               | March Story                                         | March Story                     | 2008.01              | —                    | Yang Kyung-Il        | Kim Hyang-min      |
| 061    | 世界制服                                  | Sekai Seifuku                                       | —                               | 2008.02              | 2009.02              | Nariko Enomoto       | —                  |
| 062    | ぐりまる                                  | Grimal                                              | —                               | 2008.04              | 2009.10              | Yoshihiko Tomizawa   | Hiroyuki Kaidō     |
| 063    | ラブマウンテン                            | Rabuma Unten                                        | —                               | 2008.05              | 2009.06              | Tomuo Fujina         | —                  |
| 064    | プロファイラーめんこ                      | '                                                   | —                               | 2008.08              | —                    |                      | —                  |
| 065    | ぷりぞな6                                 | Prizona 6                                           | —                               | 2008.09              | 2010.09              | Kojino               | Ryunosuke Kingetsu |
| 066    | ドクター&ドーター〜猟奇博士と生贄娘〜     | Doctor & Daughter                                   | —                               | 2008.11              | 2011.07              | Yōkihi               | —                  |
| 067    | 山形スクリーム                            | Yamagata Scream                                     | —                               | 2008.12              | 2009.06              | Tecchū Imatani       | —                  |
| 067 c  | んんん                                    | zzzzz                                               | 2009                            | 2009.00              | 2009.00              | zzzzz                | zzzzz              |
| 068    | 鉄娘な3姉妹                               | Tetsukko na 3 Shimai                                | —                               | 2009.01              | 2010.12              | Seiji Matsuyama      | —                  |
| 069    | GX鉄道倶楽部                              | '                                                   | —                               | 2009.01              | —                    |                      | —                  |
| 070    | アスカ@未来系                             | Asuka @ Miraikei                                    | —                               | 2009.02              | 2010.08              | Kazuhiko Shimamoto   | —                  |
| 071    | 釣りチチ・渚                              | Turititi Nagisa                                     | —                               | 2009.04              | 2012.03              | Masaki Satō          | —                  |
| 072    | 星屑番外地                                | Hoshikuzu Bangaichi                                 | —                               | 2009.07              | 2010.09              | Tatsuhiko Ida        | —                  |
| 073    | 八百万討神伝 神GAKARI                     | Yaoyorozu Toushinden Kami-gakari                    | —                               | 2009.08              | 2011.07              | Kei Kusunoki         | —                  |
| 074    | 仮面ボウラー                              | Kamen Bowler                                        | —                               | 2009.09              | 2011.09              | Takeshi Wakasa       | —                  |
| 075    | やるじぇね                                | Yarujene                                            | —                               | 2009.09              | 2010.07              | Tomuo Fujina         | —                  |
| 076    | 聖モエスの方舟                            | Sei Moesu no Hakobune                               | —                               | 2009.10              | —                    | Nariko Enomoto       | —                  |
| 077    | あいカギ                                  | Ai Kagi                                             | —                               | 2009.11              | 2011.09              | Sukune Inugami       | —                  |
| 077 c  | んんん                                    | zzzzz                                               | 2010                            | 2010.00              | 2010.00              | zzzzz                | zzzzz              |
| 078    | WESTWOOD VIBRATO                          | Westwood Vibrato                                    | —                               | 2010.05              | —                    | Kim Sun-hee          | Youn In-wan        |
| 079    | 浜田ブリトニーの漫画でわかる萌えビジネス  | Hamada Britney no Manga de Wakaru Moe Business      | —                               | 2010.10              | 2012.03              | Britney Hamada       | —                  |
| 080    | 書生葛木信二郎の日常                      | Shosei Katsuragi Shinjirou no Nichijou              | —                               | 2010.11              | —                    | Minoji Kurata        | —                  |
| 081    | ゆりてつ 私立百合ヶ咲女子高鉄道部         | Yuritetsu - Shiritsu Yurigasaki Joshikou Tetsudoubu | —                               | 2011.04              | —                    | Seiji Matsuyama      | —                  |
| 082    | マンけん。                                | Man-ken.                                            | —                               | 2011.05              | —                    | Daiki Katō           | —                  |
| 083    | カフェドリップ                            | Café de rip                                         | —                               | 2011.09              | —                    | Tōta Kitakawa        | —                  |
| 083 c  | んんん                                    | zzzzz                                               | 2012                            | 2012.00              | 2012.00              | zzzzz                | zzzzz              |
| 084    | 恋愛ディストーション                      | Renai Distortion                                    | —                               | 2012.04              | —                    | Sukune Inugami       | —                  |
| 085    | 姉ログ 靄子姉さんの止まらないモノローグ   | Ane log - Aiko Neesan no Tomaranai Monologue        | —                               | 2012.42              | —                    |                      | Taniguchi Kenji    |
| 996 01 | んんん                                    | zzzzz                                               | En cours                        | 9996.01              | 9996.1968 00         | zzzzz                | zzzzz              |
| 997 01 | 00000                                     | 00000                                               | 0-9                             | 9997.01              | 9997.01              | 00000                | 00000              |
| 998 01 | あ                                        | zzzzz                                               | あ à お                         | 9998.01              | 9998.01              | zzzzz                | zzzzz              |
| 998 02 | か                                        | zzzzz                                               | か à こ                         | 9998.02              | 9998.02              | zzzzz                | zzzzz              |
| 998 03 | さ                                        | zzzzz                                               | さ à そ                         | 9998.03              | 9998.03              | zzzzz                | zzzzz              |
| 998 04 | た                                        | zzzzz                                               | た à と                         | 9998.04              | 9998.04              | zzzzz                | zzzzz              |
| 998 05 | な                                        | zzzzz                                               | な à の                         | 9998.05              | 9998.05              | zzzzz                | zzzzz              |
| 998 06 | は                                        | zzzzz                                               | は à ほ                         | 9998.06              | 9998.06              | zzzzz                | zzzzz              |
| 998 07 | ま                                        | zzzzz                                               | ま à も                         | 9998.07              | 9998.07              | zzzzz                | zzzzz              |
| 998 08 | や                                        | zzzzz                                               | や à よ                         | 9998.08              | 9998.08              | zzzzz                | zzzzz              |
| 998 09 | ら                                        | zzzzz                                               | ら à ろ                         | 9998.09              | 9998.09              | zzzzz                | zzzzz              |
| 998 10 | わ                                        | zzzzz                                               | わ à を                         | 9998.10              | 9998.10              | zzzzz                | zzzzz              |
| 998 11 | ん                                        | zzzzz                                               | ん                              | 9998.11              | 9998.11              | zzzzz                | zzzzz              |
| 999 01 | んんん                                    | A                                                   | A                               | 9999.01              | 9999.01              | A                    | A                  |
| 999 02 | んんん                                    | B                                                   | B                               | 9999.02              | 9999.02              | B                    | B                  |
| 999 03 | んんん                                    | C                                                   | C                               | 9999.03              | 9999.03              | C                    | C                  |
| 999 04 | んんん                                    | D                                                   | D                               | 9999.04              | 9999.04              | D                    | D                  |
| 999 05 | んんん                                    | E                                                   | E                               | 9999.05              | 9999.05              | E                    | E                  |
| 999 06 | んんん                                    | F                                                   | F                               | 9999.06              | 9999.06              | F                    | F                  |
| 999 07 | んんん                                    | G                                                   | G                               | 9999.07              | 9999.07              | G                    | G                  |
| 999 08 | んんん                                    | H                                                   | H                               | 9999.08              | 9999.08              | H                    | H                  |
| 999 09 | んんん                                    | I                                                   | I                               | 9999.09              | 9999.09              | I                    | I                  |
| 999 10 | んんん                                    | J                                                   | J                               | 9999.10              | 9999.10              | J                    | J                  |
| 999 11 | んんん                                    | K                                                   | K                               | 9999.11              | 9999.11              | K                    | K                  |
| 999 12 | んんん                                    | L                                                   | L                               | 9999.12              | 9999.12              | L                    | L                  |
| 999 13 | んんん                                    | M                                                   | M                               | 9999.13              | 9999.13              | M                    | M                  |
| 999 14 | んんん                                    | N                                                   | N                               | 9999.14              | 9999.14              | N                    | N                  |
| 999 15 | んんん                                    | O                                                   | O                               | 9999.15              | 9999.15              | O                    | O                  |
| 999 16 | んんん                                    | P                                                   | P                               | 9999.16              | 9999.16              | P                    | P                  |
| 999 17 | んんん                                    | Q                                                   | Q                               | 9999.17              | 9999.17              | Q                    | Q                  |
| 999 18 | んんん                                    | R                                                   | R                               | 9999.18              | 9999.18              | R                    | R                  |
| 999 19 | んんん                                    | S                                                   | S                               | 9999.19              | 9999.19              | S                    | S                  |
| 999 20 | んんん                                    | T                                                   | T                               | 9999.20              | 9999.20              | T                    | T                  |
| 999 21 | んんん                                    | U                                                   | U                               | 9999.21              | 9999.21              | U                    | U                  |
| 999 22 | んんん                                    | V                                                   | V                               | 9999.22              | 9999.22              | V                    | V                  |
| 999 23 | んんん                                    | W                                                   | W                               | 9999.23              | 9999.23              | W                    | W                  |
| 999 24 | んんん                                    | X                                                   | X                               | 9999.24              | 9999.24              | X                    | X                  |
| 999 25 | んんん                                    | Y                                                   | Y                               | 9999.25              | 9999.25              | Y                    | Y                  |
| 999 26 | んんん                                    | Z                                                   | Z                               | 9999.26              | 9999.26              | Z                    | Z                  |